# Loomis (Michigan)
Loomis – jednostka osadnicza w Stanach Zjednoczonych, w stanie Michigan, w hrabstwie Isabella.